# Doix-lès-Fontaines
Doix-lès-Fontaines es una comuna nueva francesa situada en el departamento de Vandea, de la región de Países del Loira.

## Historia
Fue creada el 1 de enero de 2016, en aplicación de una resolución del prefecto de Vandea de 3 de diciembre de 2015 con la unión de las comunas de Doix y Fontaines, pasando a estar el ayuntamiento en la antigua comuna de Doix.

## Demografía
| Gráfica de evolución demográfica de Doix-lès-Fontaines entre 1800 y 2013 |
|                                                                          |

Los datos entre 1800 y 2013 son el resultado de sumar los parciales de las dos comunas que forman la nueva comuna de Doix-lès-Fontaines, cuyos datos se han cogido de 1800 a 1999, para las comunas de Doix y Fontaines de la página francesa EHESS/Cassini. Los demás datos se han cogido de la página del INSEE.

## Composición
| Comuna delegada | Código INSEE | Población (2013) | Superficie (km²) | Densidad (hab./km²) |
| --------------- | ------------ | ---------------- | ---------------- | ------------------- |
| Doix            | 85080        | 941              | 13.31            | 71                  |
| Fontaines       | 85091        | 782              | 10.56            | 74                  |